# Marie-Christine Adam
Marie-Christine Adam (* 24. September 1950 in Paris) ist eine französische Theater- und Filmschauspielerin.

## Leben
Marie-Christine Adam wurde in den 1970er Jahren zunächst als Theater-Schauspielerin tätig, auch erste Film- und TV-Einsätze begannen. Ab den 1990er Jahren wurden dann Film und Fernsehen  ihr Hauptgebiet. Ab 1996 spielte sie in der Fernsehserie St. Tropez als Blandine Olivier mit.

## Filmografie (Auswahl)
- 1976: Kommissar Moulin (Commissaire Moulin, Fernsehserie, 1 Folge)
- 1978: Mazarin (Miniserie, 4 Folgen)
- 1978: Freddy
- 1985: Liebe und Gewalt (L’Amour braque)
- 1987: Les 2 crocodiles
- 1995: French Kiss
- 1995: Nestor Burmas Abenteuer in Paris (Nestor Burma; Fernsehserie, 1 Folge)
- 1996–2008: St. Tropez (Sous le soleil, Fernsehserie, 147 Folgen)
- 1999: La Débandade
- 1999: Sandrine sieht rot (Trafic d’influence)
- 2003: Eine Affäre in Paris (Le Divorce)
- 2004: Kommissar Navarro (Navarro, Fernsehserie, 1 Folge)
- 2006: Liebe um jeden Preis (Hors de prix)
- 2010: Glück auf Umwegen (La Chance de ma vie)
- 2012: Paris-Manhattan
- 2019: Zimmer 212 – In einer magischen Nacht (Chambre 212)
- 2019: Ein Doktor auf Bestellung (Docteur?)
- 2022: Ein MordsTeam ermittelt wieder (Loin du périph)